# پیتزو دی راد
پیتزو دی راد (به لاتین: Pizzo di Röd) یک کوه در سوئیس است که در کانتون تیچینو واقع شده‌است. پیتزو دی راد ۲٬۶۹۹ متر بالاتر از سطح دریا واقع شده‌است.